# Scarlet Ortiz
Hevis Scarlet Ortiz Pacheco (ur. 12 marca w 1974 w Caracas, Wenezuela) – wenezuelska aktorka grająca w telenowelach oraz modelka.
Gra główne role tytułowe w wenezuelskich telenowelach. W Polsce znana m.in. z roli Llovizny w telenoweli Gorzkie dziedzictwo oraz roli czarnowłosej modelki – Alejandry Zingg w telenoweli Brzydula.

## Wybrana filmografia
- 1997: Gorzkie dziedzictwo jako Yolanda Sánchez (Llovizna)
- 1999: Brzydula jako Alejandra Zingg
- 1999: Luisa Fernanda jako Luisa Fernanda Riera
- 2000: Moje trzy siostry jako Lisa Estrada Rossi
- 2001: Secreto de amor jako María Clara Carvajal / María Clara Roldán Carvajal
- 2003: Todo sobre Camila jako Camila Montes de Alba
- 2004: Todos quieren con Marilyn jako Marilyn
- 2008: Alma Indomable jako Alma Pérez Sorrento
- 2011: Rafaela jako Rafaela De la Vega Martínez